# Klaus Birk
Klaus Birk (geboren 1955 in Nagold) ist ein deutscher Schauspieler und Kabarettist.

## Werdegang
Er studierte zehn Semester Jura an der Universität Tübingen und gründete 1982 zusammen mit Bernd Kohlhepp das Duo Vis a Vis, mit dem er zehn Jahre lang durch die Bundesrepublik Deutschland tourte und auch Gastspiele in der Schweiz, Österreich und der UdSSR gab. Sie traten dabei in über 50 TV-Sendungen auf und schrieben gemeinsam drei Bühnenprogramme.
Seit 1992 ist Birk als Solist unterwegs, er arbeitete von 1998 bis 2005 parallel dazu im Duo Helmuts Kurt mit Udo Zepezauer. Seit Ende der 1980er-Jahre schreibt er für Radio, TV, Film und Zeitungen, zudem moderiert er, führt Gespräche, coacht und ist als Regisseur in den Bereichen Kabarett, Comedy und Volkstheater tätig. Er wirkte als Solist in mehr als 250 TV-Sendungen mit.
Birk zeichnete bisher fürs Radio mehr als 1.000 selbstgeschriebene Szenen auf. Er schreibt wöchentliche Kolumnen für Zeitungen, ist seit siebzehn Jahren Autor für Hannes und der Bürgermeister und hat bis heute mehr als 20 Soloprogramme auf die Bühne gebracht.
2012 spielte er bei der Landesgartenschau in Nagold wöchentlich seinen Mikrokosmos vor insgesamt mehr als 30.000 Besuchern.
Klaus Birk lebt in Tübingen, ist verheiratet und hat zwei Söhne und eine Tochter. Sein Vater ist der Jurist Hans-Jörg Birk.